# Saint-Firmin, Meurthe-et-Moselle
Saint-Firmin là một xã của tỉnh Meurthe-et-Moselle, thuộc vùng Grand Est, đông bắc nước Pháp.